# Hans Varela
Hans Wilfredo Tamayo Varela (La Habana, Cuba, 5 de julio de 1967) conocido como Hans Varela, es un escultor cubano nacionalizado portugués.

## Biografía
Sus primeros contactos con el mundo artístico provinieron de su relación con la familia materna. Desde niño recibió influencias, principalmente en pintura, escultura, grabado y cerámica, a través de sus nueve tíos maternos, la mayoría de ellos artistas.
Su tío Armando Varela Dreke, pintor, escultor y ceramista cubano, se convertiría en la figura decisiva para su posterior desarrollo como artista plástico. Sobre esta influencia, el propio Hans Varela declaró:

«Desde muy temprano me acompañó con el dibujo y el conocimiento de la anatomía, del ritmo, del movimiento, el equilibrio, como era de importante el equilibrio, sobre todo en la escultura».
Hans Varela

### Formación académica y estudios (1982-1989)
En 1982, a los 15 años de edad, inició estudios de Técnico Medio en Veterinaria, con una duración de tres años, que finalizó en 1985.
Ese mismo año se incorporó al servicio militar obligatorio en Cuba. Prestó servicio en la unidad conocida como N.º 22½. Tras completar el servicio militar en 1988, mediante la Orden 18 del Ministerio de las Fuerzas Armadas Revolucionarias (FAR), comenzó estudios en la Facultad de Ingeniería Civil de la CUJAE (Ciudad Universitaria José Antonio Echeverría), especializándose en obras estructurales. Sin embargo, abandonó estos estudios tras completar el primer año, en 1989.

### Inicios y Recorrido Artístico Cuba (1986-1999)
Durante su Servicio Militar Activo, realizó su primera escultura como regalo para su compañera de vida, Gretta Balin Díaz. La obra consistió en una mano tallada con un bisturí quirúrgico sobre la madera de una pequeña pieza de dominó. 
En este período, gracias al apoyo de uno de sus tíos maternos, logró adquirir sus primeras herramientas para trabajar la madera. Este hecho marcó el inicio de su producción regular de esculturas en este material.

## Ingreso al mundo artístico

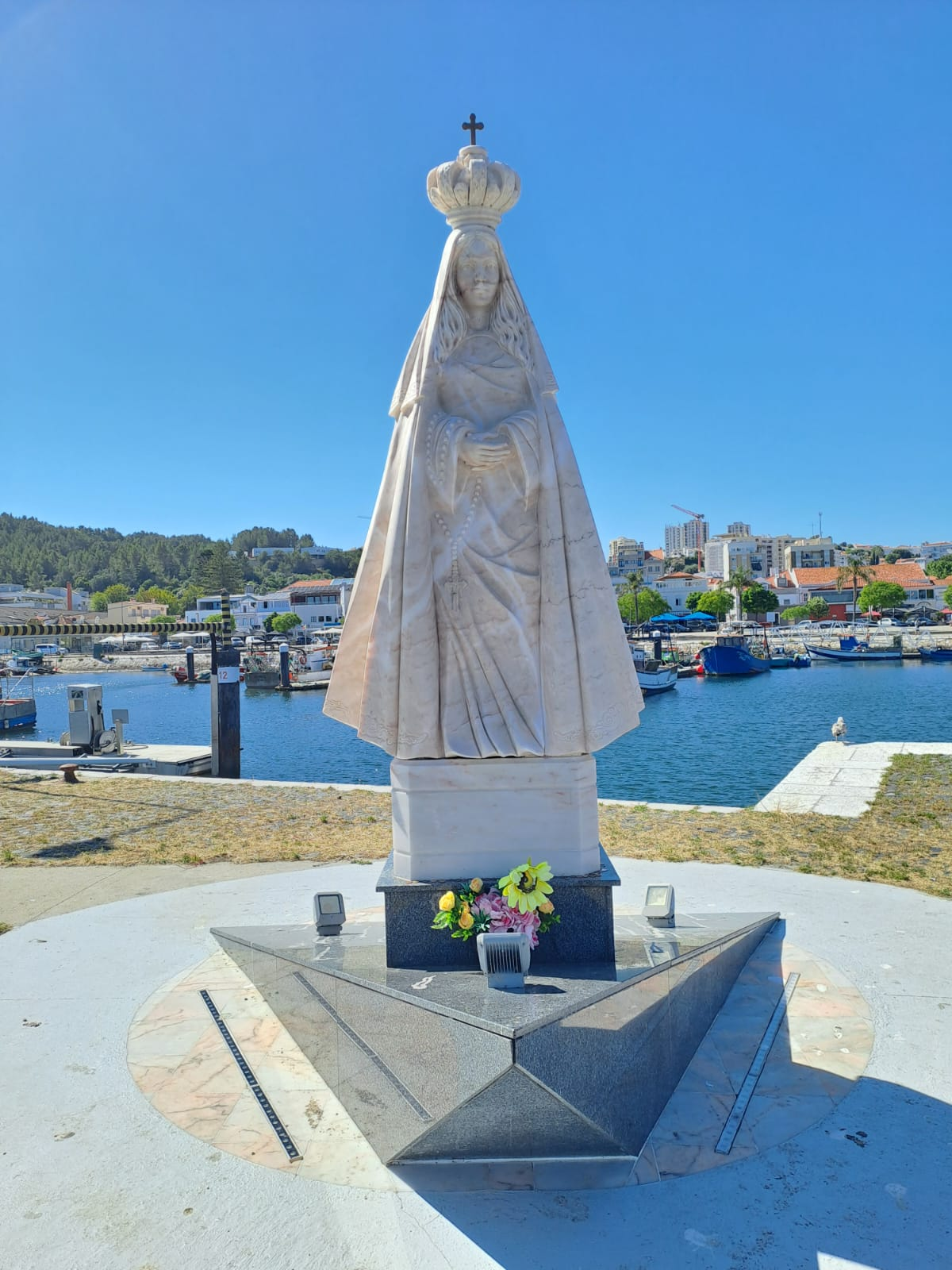
Obra «Nuestra Señora del Rosario de Troya», en Mármol. Ubicada en Oeste del Muelle de los Pescadores. Setúbal, Portugal.

Durante su periodo como estudiante de Ingeniería Civil. en 1988, realizó las pruebas de acceso para ingresar a la Academia Nacional de Bellas Artes San Alejandro, una de las instituciones artísticas más prestigiosas de Cuba.
Aunque no logró ser admitido, este proceso resultó fundamental para su carrera artística, ya que allí conoció al reconocido pintor y escultor cubano Luis Chamizo Peñalver. Chamizo lo introdujo en el Taller José Francisco Fowler González, y le presentó a diversos artistas que se dedicaban profesionalmente a la escultura en madera. Este encuentro le permitió encontrar referentes artísticos entre jóvenes creadores y confirmar su vocación escultórica.
Decidido a desarrollar su carrera artística, se incorporó al Proyecto sociocultural comunitario Taller de escultura en madera José Fowler (conocido comúnmente como Taller Fowler), donde eventualmente alcanzaría el puesto de vicepresidente. Permaneció activo en este taller hasta su traslado a Portugal en 1999.
Sobre la figura de José Francisco Fowler González (1940-1983), cabe destacar que fue un destacado escultor, pintor y dibujante cubano, cuyo legado continuó a través del taller que llevaba su nombre, a pesar de su prematuro fallecimiento en La Habana el 8 de agosto de 1983, cuando contaba con apenas 43 años de edad.

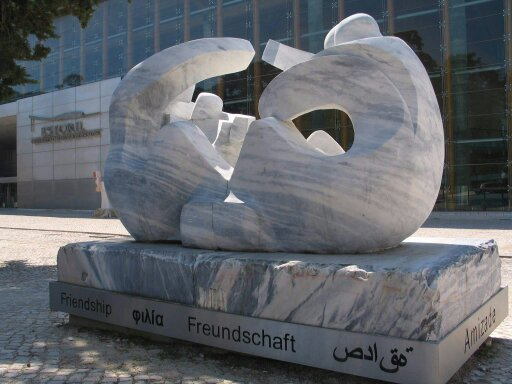
Obra: «Amizade», en Mármol. Ubicada en el Centro de Congresos Estoril, Lisboa, Portugal.

### El Taller Fowler
El Taller Fowler fue fundado por el artista plástico Oswaldo Jacinto Llins Díaz, miembro destacado de la UNEAC y reconocido docente. La institución fue inaugurada oficialmente el 26 de junio de 1985 como homenaje póstumo a José Francisco Fowler González, amigo personal de Llins y destacado profesor.
Entre el cuerpo docente del taller se encontraba el escultor José Duvergel Aliga, notable artista cubano nacido el 14 de noviembre de 1965. Duvergel era conocido por obras como la escultura de San Francisco de Paula, creada por encargo de Eusebio Leal para la Oficina del Historiador de la Ciudad.

## Trayectoria en la Asociación Cubana de Artesanos Artistas
En 1990, se afilió a la Asociación Cubana de Artesanos Artistas (ACAA), organización en la que permaneció activo hasta 1999. Durante su membresía, asumió diversas responsabilidades:
- Se encargó de la capacitación de nuevos escultores que solicitaban afiliarse a la asociación
- Ocupó el cargo de Presidente de la Sección de Escultura durante tres años (1996-1999)
- En 1997, ejerció como docente impartiendo las materias de Diseño y Anatomía Artística en el área de Escultura.

## Primeras exposiciones internacionales

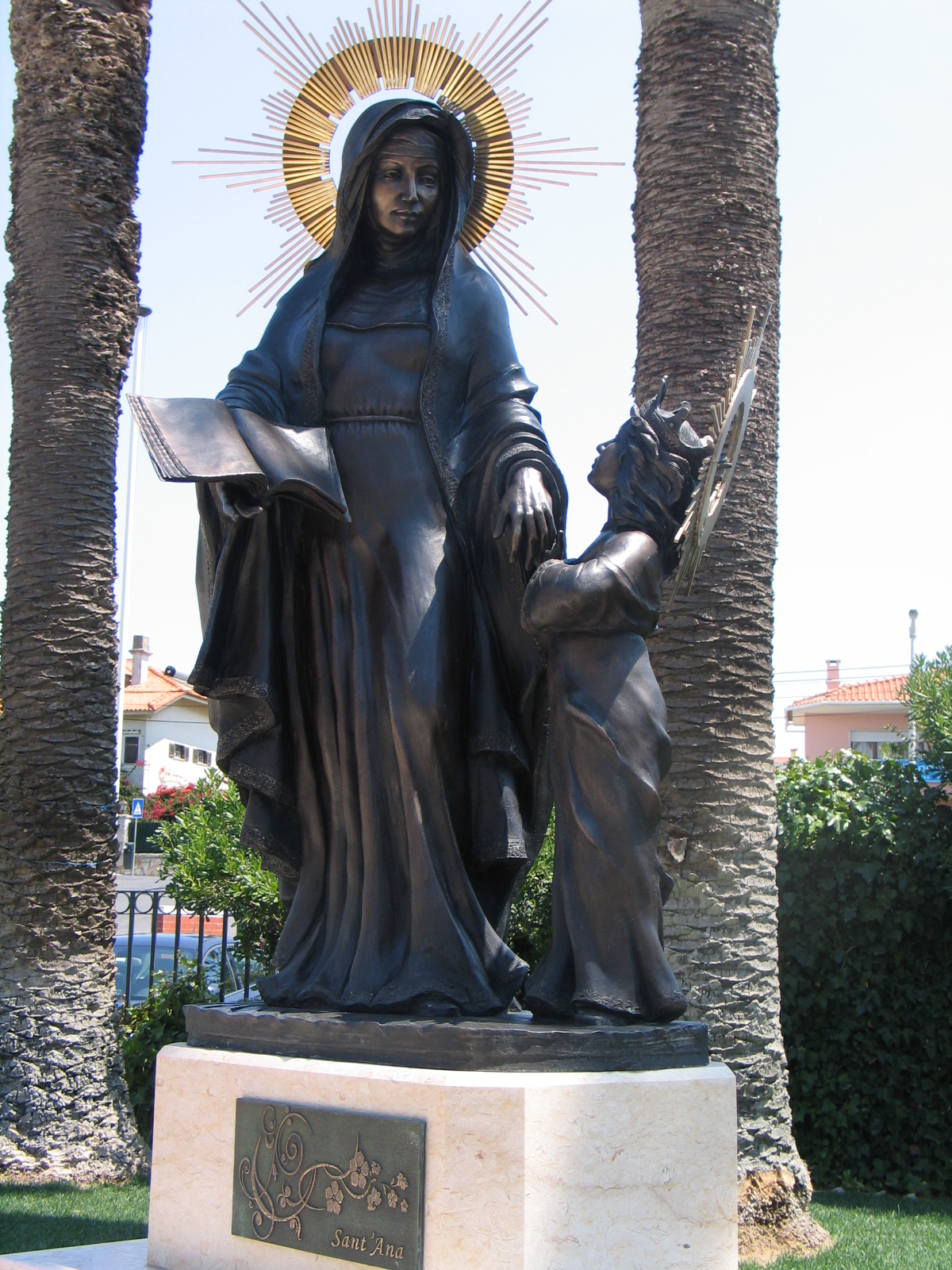
Obra «Santa Ana». en Bronce. Ubicada en el Hospital Santa Ana, Portugal.

En 1993, durante su estancia en La Habana, entró en contacto con el fotógrafo francés Frédéric Riond y los artistas galos Anne Moutimbo y Delphine Folcaut, entre otros creadores. Este grupo de artistas, bajo el auspicio de la organización cultural "Asociación Timbamanía", coordinó en 1994 la exposición colectiva titulada «Imágenes», que tuvo lugar en la histórica Chapelle Vaugelas de Chambéry, Francia. La muestra presentó al público una selección de obras que incluía las pinturas de Saulo Serrano, las fotografías de Frédéric Riond y una serie de esculturas creadas por Hans Varela, según documentaron en su momento las crónicas culturales locales.
Cuatro años más tarde, en 1998, este mismo colectivo artístico organizó una nueva exposición titulada «Los Soles Negros», que se celebró en la Salle Aimé Césaire del Centro Cultural Montrigaud, ubicado en la localidad francesa de Seyssins. Esta importante muestra se concibió como un homenaje conmemorativo del 150 aniversario de la abolición de la esclavitud en las colonias francesas, efeméride que se remontaba al año 1848. La exposición adquirió especial relevancia no solo por su contenido artístico, sino también por su trasfondo histórico y social.

## Recorrido por Europa

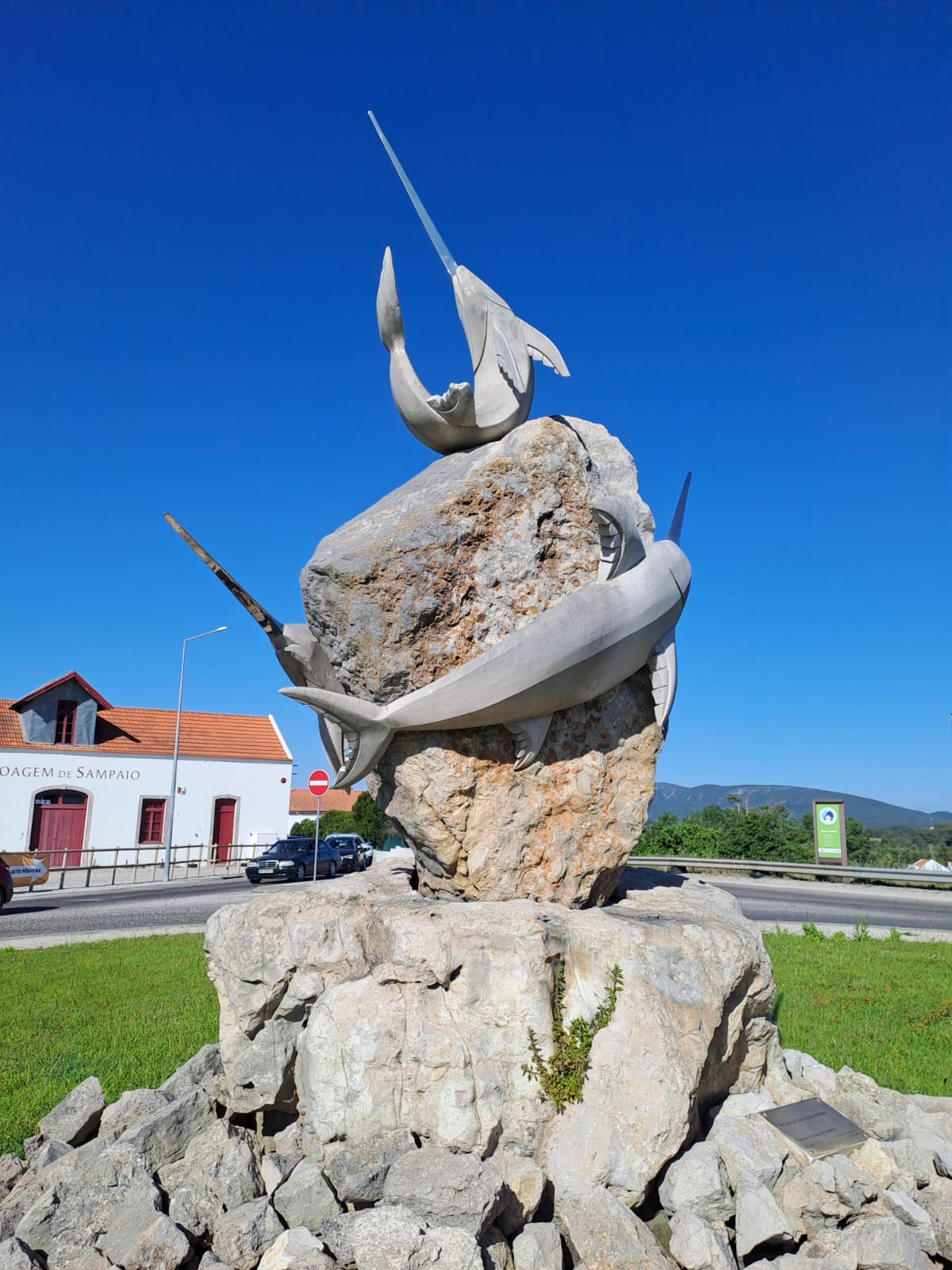
Obra «Danza del Pez Espada», en Piedra y Mármol. Ubicada en Sesimbra. Portugal

En 1995 participó en la feria Pabexpo de La Habana, donde presentó un stand de esculturas en madera representando a la ACAA. Durante este evento conoció a un empresario portugués que lo invitó a participar en la Feria Internacional de Artesanía de Lisboa (FIARTIL), celebrada anualmente en el Parque de las Naciones de Lisboa y en el Centro de Congresos de Estoril. Esta oportunidad marcó su primer viaje al extranjero a finales de 1998, cuando contaba con 31 años de edad. Durante este periplo europeo, además de Portugal, visitó España, Francia y los Países Bajos.
En Madrid dedicó tiempo a explorar importantes instituciones culturales como el Museo del Prado, el Museo Nacional Centro de Arte Reina Sofía y el Museo Thyssen-Bornemisza, además de diversas catedrales que encontró en su recorrido. Su estancia de quince días en Francia le permitió visitar el Museo Rodin, el Louvre, el Museo de Grenoble y varias galerías en Annecy. Durante esta etapa francesa tuvo un significativo reencuentro con el pintor cubano Francisco Ribero, destacado representante del arte naíf cubano, así como con sus amigos franceses conocidos anteriormente.
Su experiencia en Portugal resultó particularmente transformadora, permitiéndole contrastar su perspectiva local con la riqueza del mundo artístico europeo. Allí estableció contacto con destacadas figuras como el escultor Rogério Timóteo y los pintores y galeristas João Feijó y Edmundo Cruz, quienes posteriormente organizarían sus primeras exposiciones en Europa. Este viaje también le permitió apreciar directamente la importancia del mármol como material escultórico en el contexto artístico europeo.

### Recorrido artístico en Portugal
En 1999 realizó su traslado definitivo desde Cuba a Portugal, estableciendo su residencia en Lisboa, ciudad donde ha vivido continuamente durante 25 años hasta el presente. En sus inicios en territorio portugués, su trabajo artístico se concentraba exclusivamente en la talla de madera. Sin embargo, al año siguiente (2000) ya había incorporado el mármol a sus materiales de trabajo y comenzado colaboraciones con diversas galerías del país.

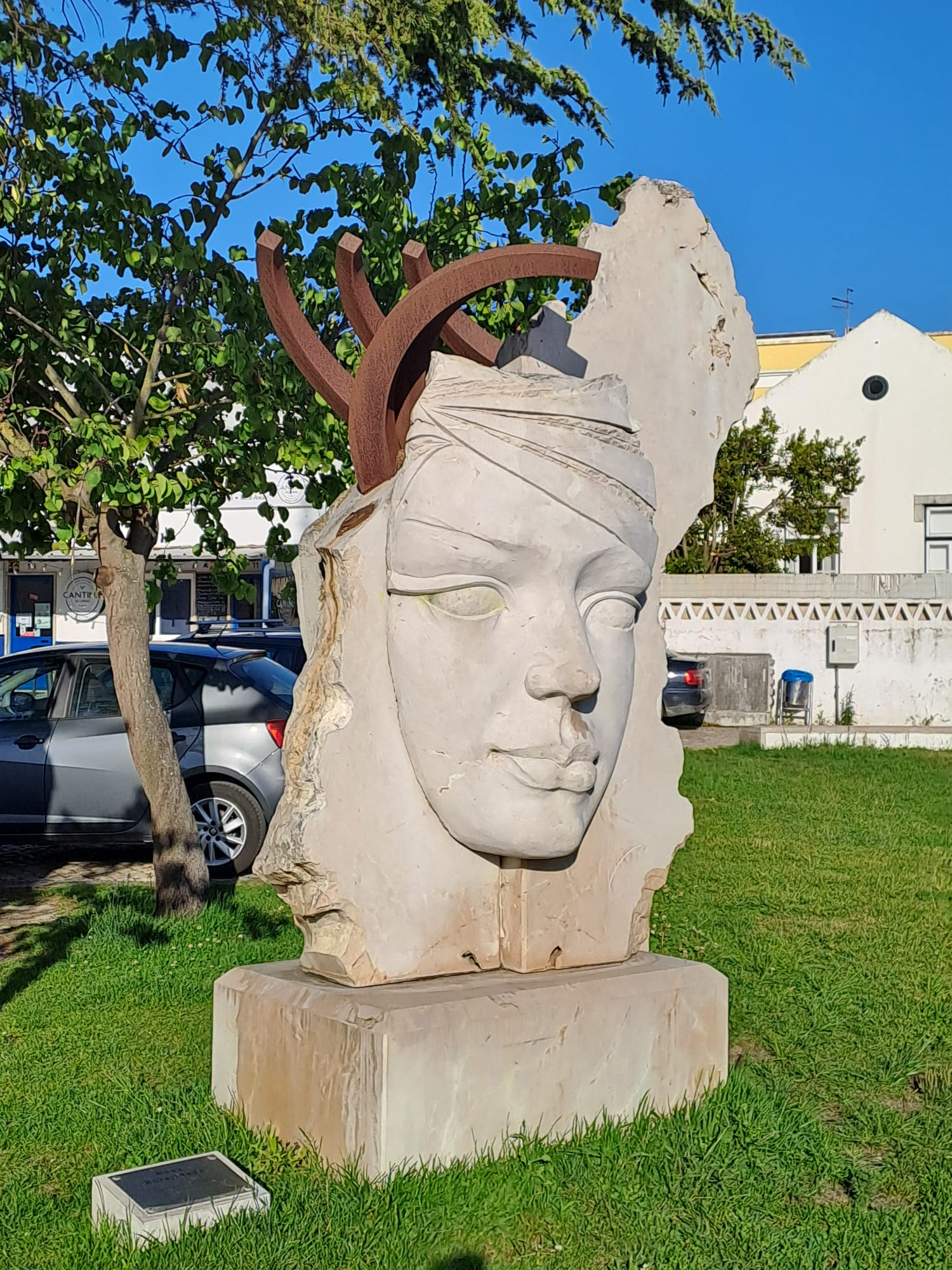
Obra «Ruralidad», en Piedra. Ubicada en Santarém, Ribatejo, Portugal

Un hito importante ocurrió en 2001 cuando, en colaboración con el reconocido escultor Elio Oliveira, creó su primera obra de gran formato titulada «Amizade». Esta escultura fue instalada en los espacios públicos del Centro de Congressos do Estoril en Lisboa, donde permanece como parte del patrimonio artístico urbano.
Ese mismo año de 2001 marcó también su reunificación familiar en Portugal, cuando su esposa Gretta Balin Díaz y su primer hijo, nacido en Cuba, se trasladaron a vivir con él. Posteriormente, la familia se completó con el nacimiento de su segundo hijo en territorio portugués, estableciendo así vínculos permanentes con el país que lo acogió.
En 2005 realizó una exposición en los Países Bajos, concretamente en la Galería de Arte Skulpturenpark Groeneveld de la ciudad de Almelo, donde compartió espacio con escultores portugueses y con el artista alemán Matthias Contzen. Durante su estancia en Holanda, visitó el Museo Van Gogh en Ámsterdam y numerosas galerías de arte en Almelo, ampliando así su perspectiva del arte europeo.

A lo largo de sus primeros años en Lisboa, desarrolló una producción artística prolífica, participando tanto en exposiciones individuales como colectivas dentro y fuera de Portugal.  En 2014 invitado a la Feria Internacional de Mármol y Granito, visita Espíritu Santo en Brasil., en 4 días esboza en el mármol la escultura "Elegancia", la cual una vez terminada es instalada en los espacios de la Empresa Brasilera Cajugram en Espíritu Santo. Sus obras han pasado a formar parte de exposiciones permanentes en varias galerías, empresas dentro y fuera de Portugal y adquiridas por importantes colecciones privadas.

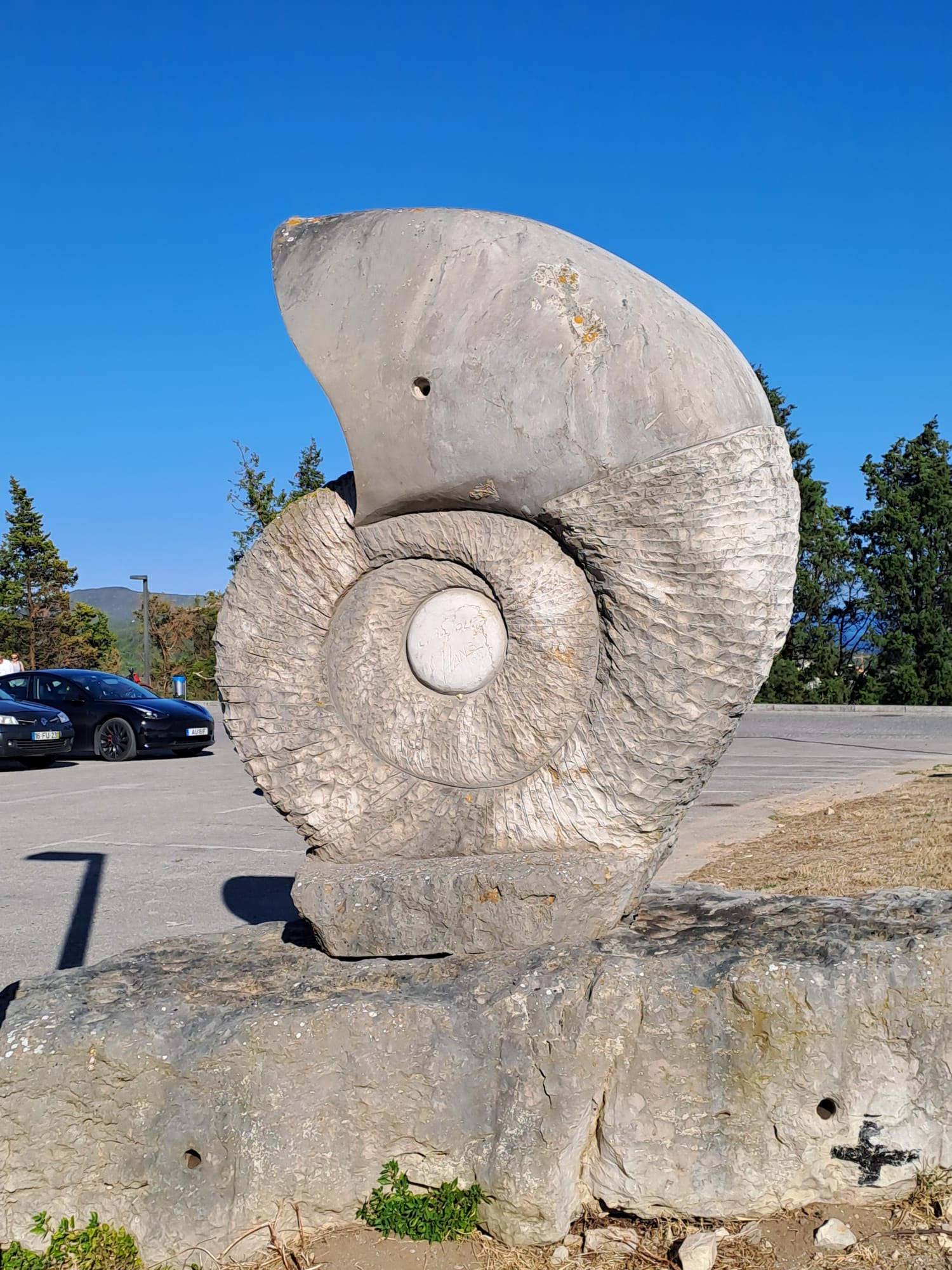
Nautilo. En Mármol. Ubicada en Castelo de Sesimbra. Portugal

En 2017, junto a su esposa Gretta, arquitecta, galerista y curadora, fundó la Associação Cultural Cubana "Alocubano" en Portugal, institución dedicada a promover diversos aspectos de la cultura cubana como las artes plásticas, música, danza y gastronomía. Esta asociación evolucionó en junio de 2023 para convertirse en la Asociación Arca Gallery, modificando sus estatutos para enfocarse exclusivamente en las artes plásticas. En noviembre de ese mismo año inauguraron "Arca Gallery" en el Hotel The One, un establecimiento de cinco estrellas ubicado en el Palácio da Anunciada, edificio histórico del siglo XVI situado en el corazón de Lisboa, a pocos metros de la prestigiosa Avenida da Liberdade, conocida como "la milla de oro" lisboeta, entre el Parque Eduardo VII y el barrio de Baixa. En 2020, por recomendación del director del hotel, el espacio pasó a denominarse Art Gallery The One, centro de exposiciones artísticas, eventos culturales y promoción del mercado del arte.
En 2024, la Asociación Arca Gallery expandió su presencia con nuevos espacios expositivos. El primero se inauguró el 29 de noviembre en el Hotel DoubleTree by Hilton de Lisboa, y otros dos espacios, uno en el Hotel Corinthia, inaugurado el 28 de mayo de 2025, y el otro, ya funcionando y por inaugurar en el exclusivo Opus Bar, ambos ubicados cerca de la Avenida da Liberdade.
Durante su residencia en Portugal, ha compartido sus conocimientos a través de cursos y talleres que han formado a artistas como la destacada Natália Gromicho, entre otros. Entre 2009 y 2012 ejerció como profesor de escultura en la sección de Artes Plásticas de Seixal. Su trayectoria ha sido documentada en diversos medios, incluyendo apariciones en programas de televisión como Kuriakos TV, publicaciones en revistas como Forbes Portugal y en el libro Cerámica e escultura painel de artistas (Bajouca, 2002, pp. 124-125). Esta publicación en portugués, realizada por su colega el escultor Carlos Bajouca, documenta su colaboración en 2009 en la creación de una escultura de gran formato para el Parque Arqueológico Subacuático de Sesimbra, un importante proyecto cultural en Portugal. Una selección de sus Esculturas Públicas han sido declaradas Bienes Culturales de Interés Patrimonial e incluidas en Inventarios, Catálogos de Bienes Culturales, en Cascais (N.º de Propiedad 6499 y 5204) y en Plan de Clasificación de Bienes de Sesimbra.

## Obra Escultórica

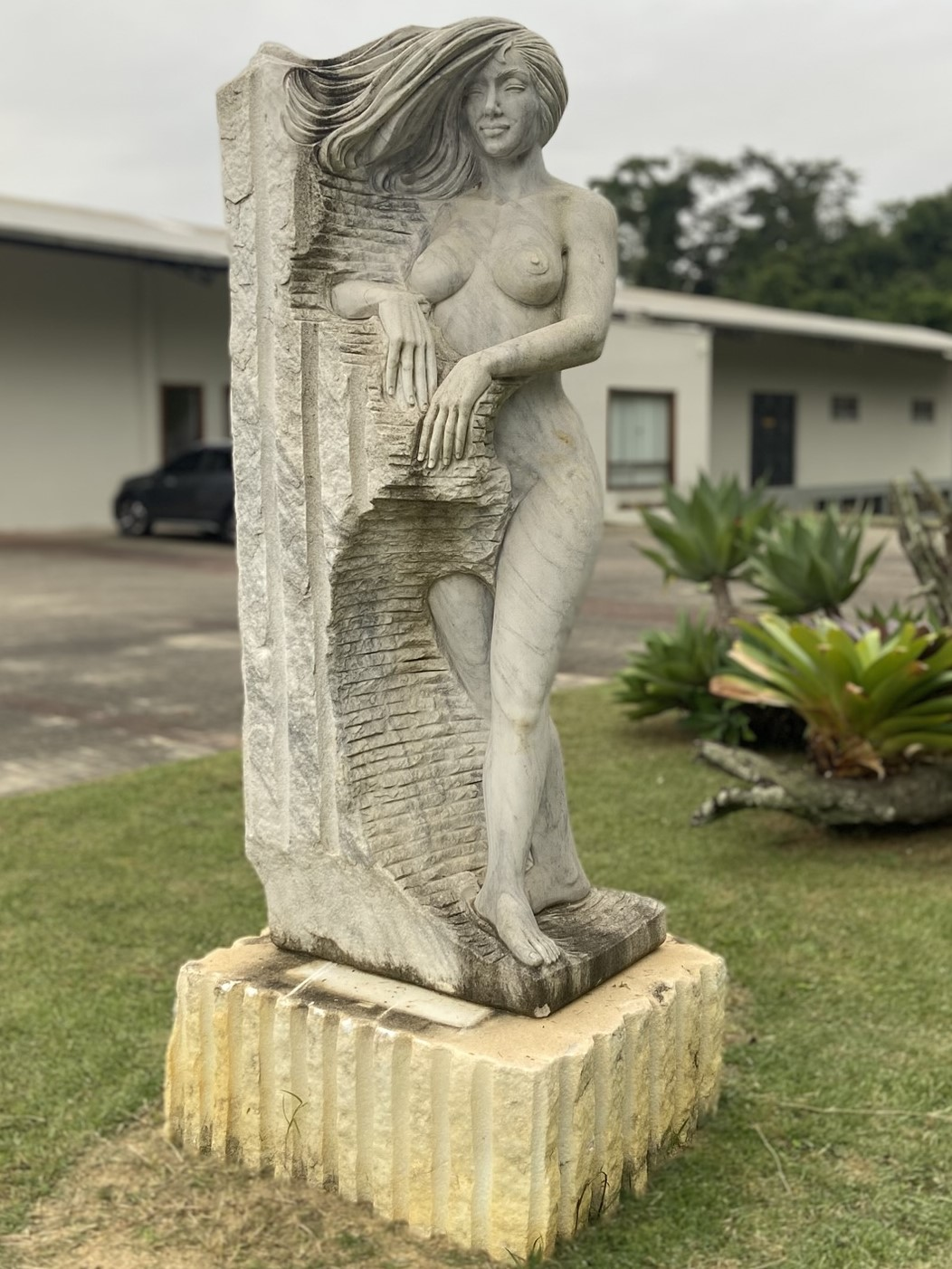
Obra «Arte e Industria», en Mármol. Ubicada en la Empresa AcoArt, Brasil.

Las esculturas monumentales de Hans Varela se encuentran en diversos espacios públicos, destacando las siguientes obras:
- Hans Varela e Élio Oliveira. Amistad. Arte Público-Centro de Congresos de Estoril. (2001) Mármol. 1,80 m x 3,20 m x 1,60 m. Estoril, Lisboa, Portugal.[12]

- Rei Carlos I, montado num cavalo. Rotonda Dom Carlos I, Calle Ivone Silva (2007) Cascais, Portugal.[13]

- Ruralidad. Almeirim. (2008). Santarém, Ribatejo, Portugal.[17][18][19]
- Hans Varela, Carlos Bajouca e Moagem de Sampaio. A dança do Espadarte.  Rotunda junto à Moagem, Cotovia (2009). Sesimbra, Portugal.[15][20]
- Hans Varela y Carlos Bajouca, Nautilo, Parque Arqueológico Subcuático Sesimbra. (2009) Mármol, Sesimbra, Portugal.[21][11]
- Santa Ana. Hospital Ortopédico de Sant'Ana. (2011). Bronce con base de Mármol. Parede, Lisboa, Portugal.
- Elegancia. Empresa Cajugram. Cachoeiro de Itapemirim. (2014) Mármol. Estado de Espírito Santo, Brasil.[7]
- Arte e Industria. Empresa: AcoArt, Vila Esperança. (2015) Mármol. Vargem Alta, Espírito Santo.[22]
- Nuestra Señora del Rosario de Troya. Muelle Oeste del Muelle de los Pescadores. (2021) Setúbal, Portugal.[23][24]

## Exposiciones Permanentes (selección)
Las esculturas de Hans Varela forman parte de la colección permanente de Arca Gallery, con obras expuestas en cuatro espacios de Lisboa (Portugal):
- Arca Gallery The One (Hotel “The One", Lisboa, Portugal).
- Arca Gallery (Hotel DoubleTree by Hilton, Lisboa. Portugal).
- Arca Gallery (Hotel Corinthia, Lisboa, Portugal).
- Arca Gallery (Opus Bar, Lisboa, Portugal).

## Exposiciones Individuales
Alrededor de 20. Algunas de ellas son:
- “Soleils Noirs. 150 Aniversario de la Abolición de la esclavitud" (1998)  – Centre Culturel Montrigaud, Seyssins, França.[4]

- “Arte Cuerdo” (1998) – Galería de Arte José Cecilio Hernández Cárdenas, La Habana, Cuba.

- “A arte de Cuba y de Cabo Verde” (2003) – SiemensForum Lisboa y Porto, Portugal.[26]
- "Diáloga com a pedra" (2006) – Galería Verney, Oeiras, Portugal.[27]

- "União de afetos" (2017)  – Galería del Grupo Microsegur, Lisboa, Portugal.[28]

## Exposiciones Colectivas
Alrededor de 120. Algunas de las más notorias son:
- "Imágenes" (1994) – Chapelle du Licée Vaugelas, Chambery, Francia.[2][3]

- “1º Salón de Talla en Madera” (1998) – Galería del Centro de Prensa Internacional. La Habana, Cuba.

- “Amizade” (2001) –  Centro de Congresos do Estoril. Lisboa. (Portugal). [29][30]
- "Pelo lancamento do Livro: Cerámica e Escultura. Panel de Artistas” de Carlos Bajouca. (2002) – Mercado da Ribeira. Lisboa. (Portugal).[31]
- "Escultura para tocar" (2003) – Câmara Municipal de Sintra, Jardín Pabellón Japonés, Parque de la Libertad, Sintra, (Portugal).

- "Made in Portugal" (2005) – Galerie Skulpturenpark. Groenveld Almelo, (Holanda).[6]
- “3.ª Exposición Internacional de Artes Plásticas "06" (2006) – Cámara Municipal de Sesimbra. Asociación de Comerciantes e Industrias del Consejo de Sesimbra, (Portugal). (C.M de Sesimbra, 2006, p. 27)
- "Luzes no caminho" (2007) – Galería Casa da Cultura Jaime Lobo e Silva. Ericeira, Mafra, (Portugal).[32]
- "Bienal Internacional de Arte. Sesimbra Espacios de Arte" (2007) –  Castillo de Sesimbra, (Portugal).[33][34]
- "Exposição de artistas cubanos na assembleia da república" (2008) Assembleia da República. Lisboa, (Portugal). Exposición junto a los reconocidos artistas cubanos Flora Fong, Nelson Domínguez, Pedro Pablo Oliva, Julio C. Banasco entre otros.[35]

- "II Simposio da Pedra" (2009) – Cámara Municipal e Turiforum, Instituto de Gestión do patrimonio arquitectónico e arqueológico. Parque Arqueológico Subcuático de Sesimbra, (Portugal). Participación en simposio internacional con obra escultórica "Nautilo".[36][37]
- "6ª Feira Stone Fair" (2015) – Stand Empresa Capixaba. Aço Art. Cachoeiro, (Brasil).[38]
- "Exposição coletiva de arte contemporânea. Lisboa Arte Bienal I." (2023) Atelier Natalia Gromicho. Lisboa. (Portugal).[39]

## Reconocimientos
- 1993 – Premio ACAA. Asociación Cubana de Artesanos y Artistas (ACAA) Ciudad de La Habana, Cuba. Por la Obra más Popular.
- 1994 – Mención. Galería de Arte “Domingo Ravenet”. La Lisa. La Habana, Cuba. En reconocimiento a su intervención en la  5ª Bienal Domingo Ravenet de Artes Aplicadas.
- 2001 – 1.er Premio. XIX Concurso: “Tronos de Santo Antonio”. Galería Wellcome Center. Categoría: Nao Ceramistas. Associacao dos artesaos da regiao de Lisboa, (Portugal). Participa con Escultura Monumental para el Centro de Congressos de Estoril. Título “Amizade”.